# Salvador blanco

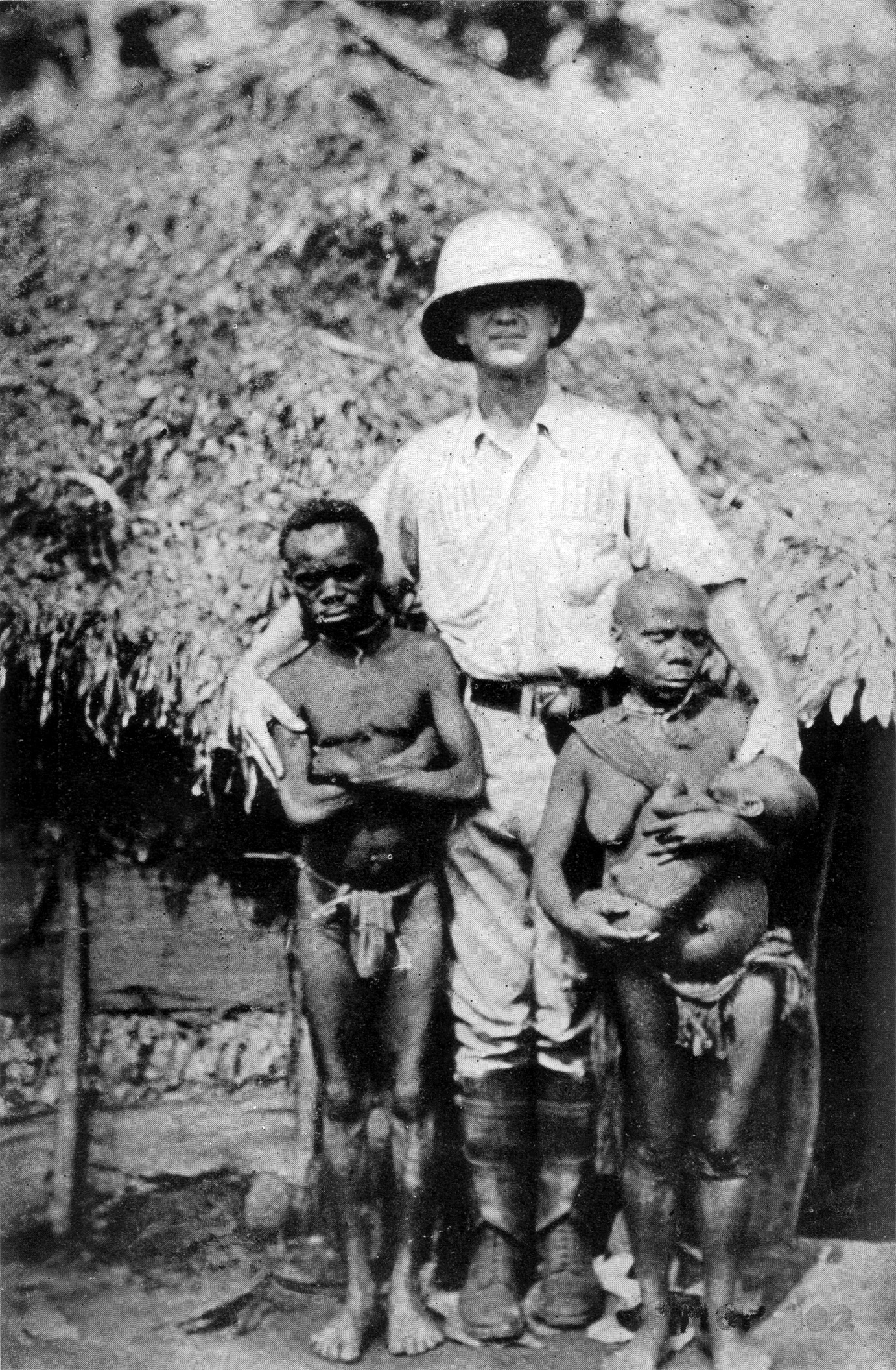
Salvador Blanco.

El término "salvador blanco" (en inglés: white savior) es una descripción sarcástica o crítica de una persona blanca que se muestra como una de las grandes libertadoras, rescatadora o edificante para las personas negras. Es crítica en el sentido de que describe un patrón en el que se niega la capacidad de agencia a los pueblos del tercer mundo y se les ve como receptores pasivos de la benevolencia blanca. El papel se considera una versión moderna de lo expresado en el poema "La carga del hombre blanco" (1899) de Rudyard Kipling. El término ha sido asociado con África, y ciertos personajes del cine y la televisión han sido criticados como figuras salvadoras blancas. El escritor Teju Cole combinó este término con "complejo industrial" para acuñar la expresión "complejo industrial del salvador blanco".

## Uso
El concepto de "salvador blanco" tiene su origen en el poema "La carga del hombre blanco" (1899) de Rudyard Kipling. Su uso original era en el contexto de las Filipinas tras la conquista estadounidense, pero desde entonces el término se ha asociado principalmente con África, así como con otras regiones del mundo.